# Liliane Dreyfus
Liliane David est une actrice, styliste et réalisatrice française, née le 29 septembre 1937 dans le 15e arrondissement de Paris et morte le 31 juillet 2018 à Lisieux. Elle est connue également sous le nom de Liliane Dreyfus.

## Biographie

### Carrière
Liliane David fut une proche de François Truffaut qui s'est inspiré d'elle pour le personnage de « Nicole », interprété par Françoise Dorléac dans La Peau douce. Son apparition la plus célèbre est dans À bout de souffle de Jean-Luc Godard. Elle joue aussi dans certains films de François Truffaut ou de Claude Chabrol. 

### Vie privée
Liliane David a eu trois enfants : Eve, Arnaud et Bethsabée. Cette dernière a repris le flambeau en devenant chef-costumière ; elle a créé les costumes de quantité de films comme Sage Femme ou Les Liens du sang, et de séries à succès comme  Les Revenants ou Mytho.

## Filmographie

### En tant qu'actrice

#### Cinéma
- 1949 : Amédée de Gilles Grangier
- 1955 : Le Printemps, l'Automne et l'Amour de Gilles Grangier
- 1956 : Le Couturier de ces dames de Jean Boyer
- 1956 : Club de femmes de Ralph Habib
- 1956 : Reproduction interdite (ou Meurtre à Montmartre) de Gilles Grangier
- 1957 : L'amour est en jeu de Marc Allégret
- 1957 : Les Lavandières du Portugal de Pierre Gaspard-Huit
- 1957 : Trois jours à vivre de Gilles Grangier
- 1957 : Le Désordre et la Nuit de Gilles Grangier
- 1957 : Le rouge est mis de Gilles Grangier
- 1958 : Énigme aux Folies Bergère de Jean Mitry
- 1959 : Les Dragueurs de Jean-Pierre Mocky
- 1959 : Des femmes disparaissent d'Édouard Molinaro
- 1960 : À bout de souffle de Jean-Luc Godard : Liliane
- 1960 : Les Bonnes Femmes de Claude Chabrol
- 1961 : Les Godelureaux de Claude Chabrol
- 1962 : Une grosse tête de Claude de Givray
- 1963 : Ophélia de Claude Chabrol : Ginette
- 1963 : Les Femmes d'abord de Raoul André
- 1990 : Le Syndrome de l'espion de Daniel Petitcuénot
- 1993 : À la belle étoile d'Antoine Desrosières

#### Télévision
- 1993 : Chambre 12, Hôtel de Suède, téléfilm documentaire de Claude Ventura et Xavier Villetard : elle-même

### En tant que réalisatrice
- 1974 : Femmes au soleil